# 아염소산염
아염소산염(亞鹽素酸鹽, chlorite)은 아염소산의 염으로, ClO2− 이온이다. 아염소산염 화합물은 산화수 +3 안의 염소가 있는 작용기를 포함하는 화합물이다.

## 안전
건강 관련 정보. 아염소산 나트륨을 참조할 것. 수많은 산화제와 같이 아염소산염은 폭발적인 혼합물의 형성을 막기 위해 유기물에 오염되지 않도록 주의, 보호 처리하여야 한다.

## 참고 문헌
- Chemistry of the Elements, N.N. Greenwood and A. Earnshaw, Pergamon Press, 1984.
- Kirk-Othmer Concise Encyclopedia of Chemistry, Martin Grayson, Editor, John Wiley & Sons, Inc., 1985

## 같이 보기
- 아염소산